# NSN (Militärcodierung)

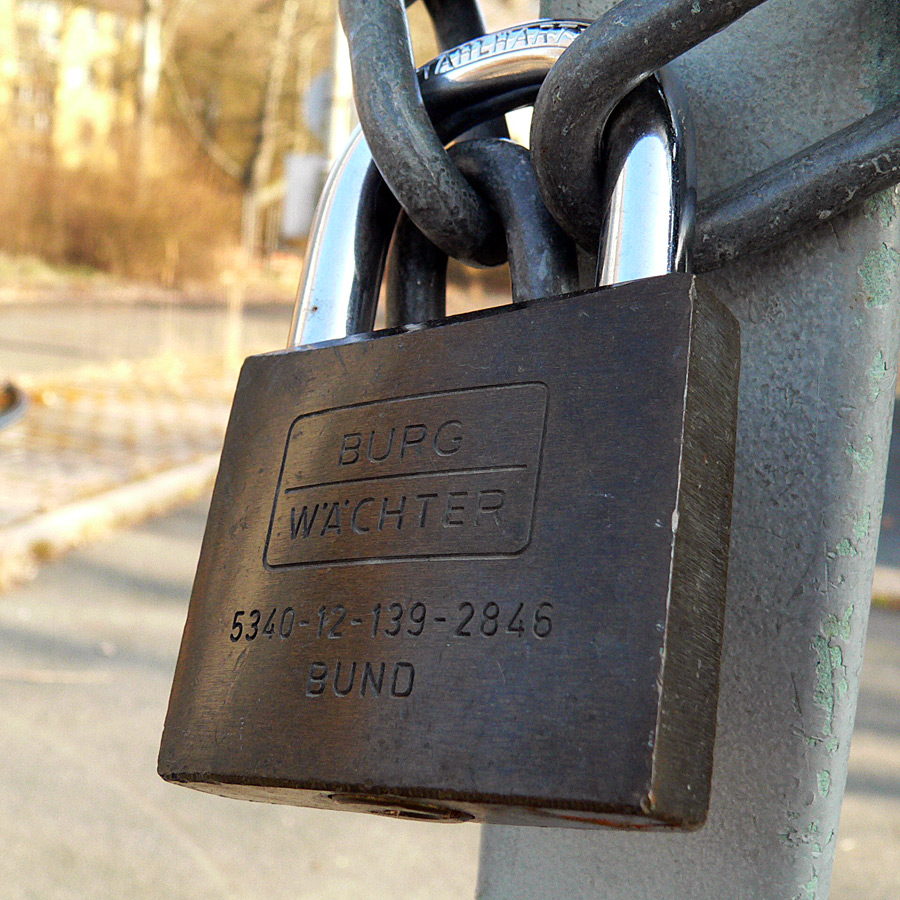
Ein Vorhängeschloss der Bundeswehr mit eingeprägter Versorgungsnummer

Die NSN, National Stock Number oder NATO Stock Number ist eine international anerkannte Nummer, mit der die Armeen verschiedener Länder Produkte kennzeichnen. Sie verbessert die Interoperabilität und dient auch der Zoll-Klassifizierung. Bei der Bundeswehr wird sie als Versorgungsnummer bezeichnet.

## Aufbau der Nummer

### Allgemein
Die NSN besteht aus 13 Ziffern:
- Die ersten beiden Ziffern von links geben die Materialgruppe (Federal Supply Group, FSG) an; beispielsweise wird „25“ für Fahrzeugbestandteile verwendet.
- Die Materialgruppe zusammen mit der dritten und vierten Ziffer gibt die Materialklasse (Federal Supply Class, FSC) an; zum Beispiel steht „2510“ für Fahrzeugfahrerhaus-, Fahrzeugaufbau- und Fahrgestellbestandteile.
- Die Ziffern fünf und sechs bilden die Länderkennnummer (NATO Country Code) des NATO Code for National Codification Bureau (NCB) und bilden zusammen
- mit den letzten sieben Ziffern die NIIN (National Item Identification Number), wobei die letzten sieben Ziffern reine Zählnummern ohne weitere Bedeutung sind.

Beispiel:
NSN 2510-01-028-8573
bedeutet Materialklasse „2510“ (Fahrzeugfahrerhaus-, Fahrzeugaufbau- und Fahrgestellbestandteile), Länderkennnummer „01“ (Vereinigte Staaten) und die laufende Nummer „028-8573“.
Für den Bereich der Bundesrepublik Deutschland werden Identifizierungsnummern in numerischer Reihenfolge, beginnend mit 12-010-0001, von der nationalen Katalogisierungsbehörde in der Gruppe Datenmanagement Logistik im Logistikkommando der Bundeswehr zugeteilt. Eine einmal zugeteilte Nummer wird nach einer eventuellen Außerkraftsetzung keinem anderen Versorgungsartikel mehr zugeteilt. Die NSN soll einen Versorgungsartikel eindeutig und dauerhaft von allen anderen unterscheiden, dabei seine Identität festlegen, nicht aber seine Stellung oder Reihenfolge im Verhältnis zu anderen Versorgungsartikeln.

### Materialgruppe
- 10 = Waffen[4]
- 11 = Feldzeug für Atomkriegführung
- 12 = Feuerleitgerät und vollständige Feuerleitanlagen
- 13 = Munition und Explosivstoffe
- 14 = Lenkflugkörper
- 15 = Luftfahrzeuge und deren Zellenbauteile
- 16 = Baugruppen, -teile und Zubehör für Luftfahrzeuge
- 17 = Start-, Landungs- und Bodenbedienungsgerät für Luftfahrzeuge
- 18 = Raumfahrzeuge
- 19 = Schiffe, leichte Wasserfahrzeuge, Pontons und Schwimmpiers
- 20 = Baugruppen, Bauteile und Zubehör für Schiffe; Schiffs-Ausrüstung
- 22 = Eisenbahnmaterial
- 23 = Kraftfahrzeuge und Anhänger; Kraft- und Fahrräder
- 24 = Traktoren
- 25 = Fahrzeug-Baugruppen; Fahrzeug-Zubehör
- 26 = Reifen und Schläuche
- 28 = Verbrennungsmotore, Turbinen und deren Einzelteile
- 29 = Zubehörteile von Verbrennungsmotoren
- 30 = Gerät zur mechanischen Kraftübertragung
- 31 = Wälz- und Gleitlager
- 32 = Holzbearbeitungsmaschinen und Zubehör
- 34 = Metallbearbeitungsmaschinen
- 35 = Maschinen und Geräte für Dienstleistungsgewerbe, Handwerk und Handel
- 36 = Spezialmaschinen für Industrie und Gewerbe
- 37 = Landwirtschaftliche Maschinen und Geräte
- 38 = Maschinen, Geräte und Ausrüstung für Bauzwecke, Bergwerkeinsatz, für Erdarbeiten sowie für Straßenbau und -instandhaltung
- 39 = Gerät und Ausrüstung zur Materialbewegung (horizontaler und vertikaler Lokaltransport)
- 40 = Tauwerk, Drahtseile, Ketten und Anschlussstücke
- 41 = Kühlgeräte und Klimaanlagen
- 42 = Feuerlösch-, Rettungs- und Sicherheitsgerät
- 43 = Pumpen und Kompressoren
- 44 = Industrie-Öfen, Dampfkessel und Trockenanlagen; Kernreaktoren
- 45 = Klempnereigerät, Raumheizgerät und sanitäres Gerät
- 46 = Gerät und Ausrüstung zur Wasseraufbereitung und Abwasserbehandlung
- 47 = Rohre, Rohrleitungen, Schläuche und Fittings
- 48 = Ventile
- 49 = Wartungs- und Instandsetzungs-Werkstattausstattung
- 51 = Handwerkzeuge
- 52 = Meßzeuge
- 53 = Kleineisenwaren und Schleifmittel
- 54 = Vorfabrizierte Bauwerke; Lagerbehälter und Baugerüste
- 55 = Nutzholz, Bauschreinerei-Erzeugnisse, Sperrholz und Furniere
- 56 = Baumaterialien und Baustoffe
- 58 = Fernmeldegerät und -ausrüstung
- 59 = Bauteile für elektrisches und elektronisches Gerät
- 61 = Elektromotore, Geräte und Ausrüstung zur Erzeugung, Speicherung, Umformung und Verteilung von elektrischer Energie
- 62 = Beleuchtungsvorrichtungen und Lampen
- 63 = Alarm- und Signalanlagen
- 65 = Medizinische, zahnärztliche und tierärztliche Ausrüstungen, Ausstattungen und Verbrauchsmaterialien
- 66 = Meßinstrumente, Laboratoriumsgeräte und -ausrüstung
- 67 = Photographische Geräte und Ausstattungen
- 68 = Chemikalien und chemische Erzeugnisse
- 69 = Ausbildungs-Hilfsmittel und -Geräte
- 71 = Möbel
- 72 = Artikel und Geräte für Haushalt und Gewerbe
- 73 = Gerät für die Zubereitung und Ausgabe von Nahrungsmitteln
- 74 = Büromaschinen, Sichtkarteigerät sowie Datenverarbeitungsmaschinen und -gerät
- 75 = Büromaterialien und Bürogeräte
- 76 = Bücher, Landkarten und andere Veröffentlichungen
- 77 = Musikinstrumente
- 78 = Geräte für Erholung und Körperertüchtigung
- 79 = Reinigungsgeräte und -materialien
- 80 = Pinsel, Farben, Abdichtmittel und Klebstoffe
- 81 = Behälter, Verpackungen und Verpackungsmaterialien
- 83 = Textilien, Leder und Rauchwaren
- 84 = Bekleidung und persönliche Ausstattung
- 85 = Toilettenartikel
- 87 = Landwirtschaftliche Verbrauchsprodukte
- 88 = Lebende Tiere
- 89 = Lebens- und Genußmittel
- 91 = Brennstoffe, Treibstoffe, Kraftstoffe, Schmiermittel, Öle und Wachse
- 93 = Nichtmetallische Zwischenprodukte
- 94 = Nichtmetallische Rohprodukte
- 95 = Metallstangen, Bleche und Profile
- 96 = Erze, Mineralien und ihre Ersterzeugnisse
- 99 = Verschiedenes

### Länderkennnummer
- 00, 01 = Vereinigte Staaten
- 05 = Türkei
- 11 = NATO
- 12 = Deutschland
- 13 = Belgien
- 14 = Frankreich
- 15 = Italien
- 16 = Tschechien
- 17 = Niederlande
- 18 = Südafrika
- 19 = Brasilien
- 20, 21 = Kanada
- 22 = Dänemark
- 23 = Griechenland
- 24 = Island
- 25 = Norwegen
- 26 = Portugal
- 27 = Türkei
- 28 = Luxemburg
- 29 = Argentinien
- 30 = Japan
- 31 = Israel
- 32 = Singapur
- 33 = Spanien
- 34 = Malaysia
- 35 = Thailand
- 36 = Ägypten
- 37 = Südkorea
- 38 = Estland
- 39 = Rumänien
- 40 = Slowakei
- 41 = Österreich
- 42 = Slowenien
- 43 = Polen
- 44 = Vereinte Nationen
- 45 = Indonesien
- 46 = Philippinen
- 47 = Litauen
- 48 = Fidschi
- 49 = Tonga
- 50 = Bulgarien
- 51 = Ungarn
- 52 = Chile
- 53 = Kroatien
- 54 = Mazedonien
- 55 = Lettland
- 56 = Oman
- 57 = Russische Föderation
- 58 = Finnland
- 59 = Albanien
- 60 = Kuwait
- 61 = Ukraine
- 63 = Marokko
- 64 = Schweden
- 65 = Papua-Neuguinea
- 66 = Australien
- 67 = Afghanistan
- 68 = Georgien
- 70 = Saudi-Arabien
- 71 = Vereinigte Arabische Emirate
- 72 = Indien
- 73 = Serbien
- 74 = Pakistan
- 75 = Bosnien und Herzegowina
- 76 = Brunei
- 77 = Montenegro
- 78 = Jordanien
- 79 = Peru
- 98 = Neuseeland
- 99 = Großbritannien

## Sonstige Kodifizierungen
Das United Nations Common Coding System (UNCCS) wird ebenfalls oft beim Militär und der NATO eingesetzt. Als Nachfolger des UNCCS wurde der United Nations Standard Products and Services Code (UNSPSC) geschaffen. Die UNSPSC konkurriert mit einer Reihe anderer Produkt- und Rohstoffkodierungsschemata, beispielsweise dem Gemeinsamen Vokabular für öffentliche Aufträge (Common Procurement Vocabulary) (CPV) der Europäischen Union.
Seit 2008 geht die Bundeswehr dazu über, Versorgungsnummern um einen Strichcode oder einen DataMatrix-Code zu ergänzen, der maschinenlesbar ist (AIT-Code).